# Винон
Вино́н (фр. Vinon) — коммуна во Франции, находится в регионе Центр. Департамент — Шер. Входит в состав кантона Сансер. Округ коммуны — Бурж.
Код INSEE коммуны — 18287.
Коммуна расположена приблизительно в 180 км к югу от Парижа, в 100 км юго-восточнее Орлеана, в 40 км к северо-востоку от Буржа.

## Население
Население коммуны на 2008 год составляло 265 человек.
| 1962 | 1968 | 1975 | 1982 | 1990 | 1999 | 2008 |
| ---- | ---- | ---- | ---- | ---- | ---- | ---- |
| 283  | 269  | 260  | 271  | 313  | 280  | 265  |

## Администрация
| Период | Период | Фамилия      | Партия | Примечания |
| ------ | ------ | ------------ | ------ | ---------- |
| 1948   | 1953   | Огюст Денизе |        |            |
| 1953   | 1962   | Том Ангерло  |        |            |
| 1962   | 1971   | Клеман Леже  |        |            |
| 1971   | 1977   | Пьер Денизе  |        |            |
| 1977   | 2001   | Юбер Боннен  |        |            |
| 2001   | 2014   | Жак Ангерло  |        |            |

## Экономика

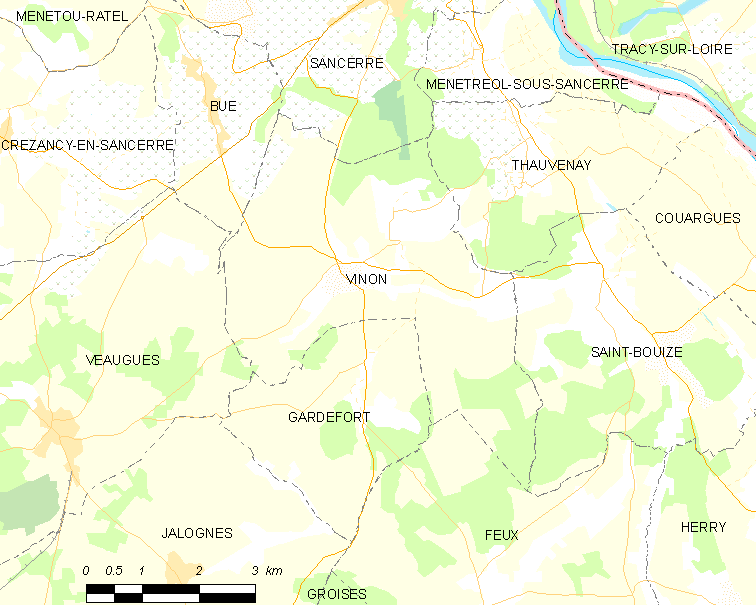
Карта коммуны

В 2007 году среди 166 человек в трудоспособном возрасте (15-64 лет) 113 были экономически активными, 53 — неактивными (показатель активности — 68,1 %, в 1999 году было 62,4 %). Из 113 активных работали 104 человека (59 мужчин и 45 женщин), безработных было 9 (4 мужчины и 5 женщин). Среди 53 неактивных 11 человек были учениками или студентами, 27 — пенсионерами, 15 были неактивными по другим причинам.